# Preston Bennett
Pour les articles homonymes, voir Bennett.
Preston Bennett (décédé le 9 août 1882) est un homme politique canadien de la Colombie-Britannique. Il est député provincial indépendant de la circonscription britanno-colombienne de Yale de 1878 jusqu'à son décès en 1882.